# Alegeri legislative în Canada, 1867
| Sir John A. Macdonald                          |  | George Brown |
| Sir John A. Macdonald (stânga) și George Brown |  |              |

Alegerile legislative canadiene din 1867 au avut loc în perioada 7 august – 20 septembrie, și au fost primele alegeri ale noii provincii Canada. Au fost ținute pentru a alege membrii Camerei Comunelor din Canada pentru primul parlament al Canadei. Partidul Conservator al Primului Ministru Sir John A. Macdonald a câștigat  majoritatea locurilor și voturilor în Ontario și Quebec. (Aderenții partidului s-au întrecut pentru candidatură fie de partea conservatorilor, fie de cea a liberal-conservatorilor). Quebec și Ontario fuseseră anterior unite sub denumirea de Provinciile Canadiene un guvern condus de Macdonald și de coaliția liberal-conservatoare a lui George Étienne Cartier.
Oficial, Partidul Liberal din Canada nu avea niciun lider, dar deși George Brown nu deținea o poziție oficială în partid, el a fost considerat în general pe parcursul alegerilor a fi liderul partidului, și ar fi fost probabil ales prim-ministru în cazul puțin probabil în care liberalii ar fi învins în alegeri. Așa cum era, Brown a candidat concomitent pentru locuri în Adunarea Legislativă din Ontario și în Camera Comunelor din Canada și a sperat să devină premier al statului Ontario. Totuși, el nu a reușit să câștige un loc în vreunul dintre cele 2 organisme, și liberalii au rămas oficial fără lider până în 1873.
Înainte de Confederație, Nova Scotia și New Brunswick nu au format partide liberale și conservatoare. Grupurile politice din cele 2 provincii s-au alăturat unuia din cele 2 partide din Provincia Canada. Ambele provincii au avut partide slab conservatoare. Adversarii conservatorilor s-au alăturat Partidului Liberal, care a câștigat majoritatea voturilor și locurilor în legislativ. În Nova Scotia, adversarii conservatorilor (și ai Confederației insăși) au candidat ca anti-confederați, dar mai târziu s-au alăturat Grupului de Prietenie al Partidului Liberal.
Alegerile ținute în anul următor în Provinciile Canadiene, New Brunswick și Noua Scoție, s-au concentrat pe problema formării unei confederații. Prezența la vot a fost de 73.1%.

## Rezultatele alegerilor

### La nivel național
| #                                                                                            | %                    |                                    |     |     |         |        |
|                                                                                              | Conservator          | Sir John A. Macdonald              | 81  | 71  | 63.752  | 23,45% |
|                                                                                              | Liberal-Conservator1 | Sir John A. Macdonald              | 32  | 29  | 29.730  | 11,08% |
|                                                                                              | Liberal              | niciunul (neoficial, George Brown) | 65  | 62  | 60.818  | 22,67% |
|                                                                                              | Anti-Confederație2   | Joseph Howe                        | 20  | 18  | 21.239  | 7,92%  |
|                                                                                              | Independenți         | Independenți                       | 1   | -   | 1.756   | 0,65%  |
|                                                                                              | Liberal-Independenți | Liberal-Independenți               | 1   | -   | 1.048   | 0,39%  |
|                                                                                              | Necunoscut           | Necunoscut                         | 141 | -   | 90.044  | 33,84% |
| Total                                                                                        | Total                | Total                              | 341 | 180 | 268,386 | 100%   |
| Sursă: Istoria alegerilor legisllative din 1867 Arhivat în 9 iunie 2009, la Wayback Machine. |                      |                                    |     |     |         |        |

Note:

Parlamentul canadian după alegerile din 1867. Conservatorii sunt marcați cu albastru iar liberalii cu roșu

1 Deși se identificau ca Liberali-Conservatori, politicienii au fost conduși de liderul Partidului Conservator Sir John A. Macdonald și s-au unit cu Conservatorii în Casa Comunelor.
2 Anti-Confederații au format o coaliție cu Partidul Liberal în Casa Comunelor.
Locuri pe partide

Distribuția politică a locurilor din legislativ a fost după cum urmează:
- Ontario: 3 conservatori, 3 liberal-conservatori, 9 liberali
- Quebec: 14 conservatori, 5 liberal-conservatori, 4 liberali
- New Brunswick:	1 conservator, 3 liberali
- Nova Scotia: 4 anti-confederați